# Лема Шварца
Лема Шварца — твердження в комплексному аналізі про властивості голоморфних функцій з одиничного круга комплексної площини в себе. Названа на честь німецького математика Германа Шварца. Узагальненням леми є теорема Шварца — Альфорса — Піка. Лема не так відома, як більш сильна теорема Рімана про відображення.

## Формулювання
Нехай {\displaystyle \Delta =\{z:|z|<1\}} — одиничний круг на комплексній площині {\displaystyle \mathbb {C} }. Нехай функція {\displaystyle f} голоморфна в {\displaystyle \Delta } і задовольняє умови:
1. {\displaystyle f(0)=0};
2. {\displaystyle |f(z)|\leqslant 1,\,\forall z\in \Delta }.

Тоді:
1. {\displaystyle |f(z)|\leqslant |z|,\,\forall z\in \Delta };
2. {\displaystyle |f'(0)|\leqslant 1}.

Окрім того, якщо {\displaystyle |f(z)|=|z|}, для деякого ненульового {\displaystyle z\in \Delta } або {\displaystyle |f'(0)|=1} тоді {\displaystyle f(z)=\alpha z} для деякого комплексного числа {\displaystyle \alpha } для якого {\displaystyle |\alpha |=1}.

## Доведення
Розглянемо функцію {\displaystyle g(z)={\frac {f(z)}{z}}}. Ця функція є голоморфною на множині {\displaystyle \Delta \setminus 0}.
Маємо також {\displaystyle \lim _{z\rightarrow 0}g(z)=\lim _{z\rightarrow 0}{\frac {f(z)}{z}}=\lim _{z\rightarrow 0}{\frac {f(z)-f(0)}{z-0}}=f'(0)\,}.
Визначивши {\displaystyle g(0)=f'(0)}, отримаємо голоморфну на всьому одиничному крузі функцію. Розглянемо замкнутий круг {\displaystyle \Delta _{\varepsilon }=\{z:|z|<1-\varepsilon \}} для довільного {\displaystyle 0<\varepsilon \ll 1}. На границі цього круга, {\displaystyle |g(z)|\leqslant {\frac {1}{(1-\varepsilon )}}}. З принципу максимуму модуля випливає, що {\displaystyle \Delta _{\varepsilon }=\{z:|z|\leqslant 1-\varepsilon \}} також для всіх {\displaystyle z\in \Delta _{\varepsilon }}. Якщо тепер направити {\displaystyle \varepsilon \rightarrow 0} то в результаті одержуємо {\displaystyle |g(z)|\leqslant 1} для всіх {\displaystyle z\in \Delta }. Дана нерівність згідно означень рівносильна нерівності {\displaystyle |f(z)|\leqslant |z|} для {\displaystyle z\in \Delta \setminus 0} (для {\displaystyle z=0,\,|f(z)|=0=|z|,} так що твердження леми автоматично виконується). Також згідно визначення {\displaystyle g(0)=f'(0)} тому {\displaystyle |f'(0)|=|g(0)|\leqslant 1}.
Якщо тепер для деякого ненульового {\displaystyle z\in \Delta } виконується {\displaystyle |f(z)|=|z|} то {\displaystyle |g(z)|=1.} Якщо 
{\displaystyle |f'(0)|=1} тоді {\displaystyle g(0)=1.}
Оскільки {\displaystyle |g(z)|\leqslant 1} для всіх {\displaystyle z\in \Delta } то згідно принципу максимального модуля в обох цих випадках функція {\displaystyle g(z)} є константою. Модуль цієї константи рівний 1. Якщо позначити цю константу {\displaystyle \alpha } то маємо {\displaystyle {\frac {f(z)}{z}}=g(z)\equiv \alpha ,} звідки {\displaystyle f(z)=\alpha z.}